# Ruta Estatal de California 162
La Ruta Estatal de California 162, y abreviada SR 162 (en inglés: California State Route 162) es una carretera estatal estadounidense ubicada en el estado de California. La carretera inicia en el Oeste desde la US 101     en Longvale hacia el Este en la Foreman Creek Road en Brush Creek. La carretera tiene una longitud de 180,2 km (111.99 mi).

## Mantenimiento
Al igual que las autopistas interestatales, y las rutas federales y el resto de carreteras estatales, la Ruta Estatal de California 162 es administrada y mantenida por el Departamento de Transporte de California por sus siglas en inglés Caltrans.

## Cruces
La Ruta Estatal de California 162 es atravesada principalmente por la  I 5  SR 70   en Willows y Oroville.
| Condado | Localidad   | Miliario                                 | Destinos                                    | Notas                                       |
| --- | ----------- | ---------------------------------------- | ------------------------------------------- | ------------------------------------------- |
| Mendocino MEN R0.00-34.05                                                                                                 | Longvale    | R0.00                                    | US 101 – Willits, Laytonville               |                                             |
| Mendocino MEN R0.00-34.05                                                                                                 | Covelo      | 30.77                                    | Mina Road – Zenia                           |                                             |
| Mendocino MEN R0.00-34.05                                                                                                 |             | 34.05                                    | FH 7                                        |                                             |
| Brecha en SR 162 |             |                                          |                                             |                                             |
| Glenn GLE 37.65-84.59 |             | 37.65                                    | FH 7                                        |                                             |
| Glenn GLE 37.65-84.59 |             | 41.38                                    | Road 306 north – Newville                   |                                             |
| Glenn GLE 37.65-84.59 |             | 45.12                                    | Road 306 south – Elk Creek                  |                                             |
| Glenn GLE 37.65-84.59 | Willows     | 65.52                                    | I 5 – Redding, Sacramento                   | Interchange                                 |
| Glenn GLE 37.65-84.59 | Willows     | 66.63                                    | BL 5 (Tehama Street)                        | Anteriormente como la US 99W                |
| Glenn GLE 37.65-84.59 | Glenn       | 76.27 7.53                               | SR 45 Norte – Hamilton City                 | Extremo Oeste de la SR 45                   |
| Glenn GLE 37.65-84.59 | Codora      | 3.06 76.28                               | SR 45 Sur – Princeton, Colusa               | Extremo Este de la SR 45                    |
| Butte BUT 0.00-31.07 |             | 6.66                                     | Midway – Richvale                           |                                             |
| Butte BUT 0.00-31.07 |             | 9.73 11.16                               | SR 99 Sur – Yuba City                       | Extremo Oeste de la SR 99                   |
| Butte BUT 0.00-31.07 |             | 13.16 R9.73                              | SR 99 Norte – Chico, Richvale               | Extremo Este de la SR 99                    |
| Butte BUT 0.00-31.07 | Oroville    | 15.83                                    | SR 70 – Quincy, Marysville                  | Interchange; Extremo Oeste de la SR 70 Bus. |
| Butte BUT 0.00-31.07 | Oroville    | 17.14                                    | Lincoln Street                              |                                             |
| Butte BUT 0.00-31.07 | Oroville    |                                          | · SR-Bus 70 Norte (Myers Street)            | Extremo Este de la SR 70 Bus.               |
| Butte BUT 0.00-31.07 | Oroville    | Oroville Dam Boulevard Washington Avenue |                                             |                                             |
| Butte BUT 0.00-31.07 |             | 21.26                                    | CR B2 (Canyon Drive)                        |                                             |
| Butte BUT 0.00-31.07 |             | 24.19                                    | Forbestown Road – Forbestown, Feather Falls |                                             |
| Butte BUT 0.00-31.07 | Brush Creek | 31.07                                    | Foreman Creek Road                          |                                             |
| Butte BUT 0.00-31.07 | Brush Creek | 31.07                                    | Oroville-Quincy Highway                     | Continuación más allá de Foreman Creek Road |
| 1.000 mi = 1.609 km; 1.000 km = 0.621 mi Cerrada/Antigua • Terminal concurrente • Acceso incompleto • Propuesta/Sin abrir |             |                                          |                                             |                                             |

1. 1 2  Indica que el miliario representa la longitud de la SR 45 y no la de la SR 162.
2. 1 2  Indica que el miliario representa la longitud de la SR 99 y no la de la SR 162.